# Машинобудівне виробниче об'єднання «Оріон»
Машинобудівне виробниче об'єднання «Оріон» — підприємство з виготовлення холодильного обладнання в м. Одеса. Загалом завод займає площу понад 20 гектарів з майданчиками на вулицях Житомирській, Степовий і Болгарській.

## Історія
Машинобудівне виробниче об'єднання «Оріон» створене в 1973 році шляхом об'єднання на базі заводу імені Хворостіна, а також заводів імені Петровського й імені Тельмана.
Завод “Оріон” за радянських часів виробляв компресори для холодильників і іншого холодильного обладнання. Його нові цехи, будівництво яких почалося в 1980-х, мали забезпечити виробництво понад мільйон компресорів на рік, але будівництво зупинилося.
Остаточно виробництво на заводі зупинилося в 2000 році. Потім недобудовані цехи виявилися притулком різних асоціальних елементів, а також майданчиком для ігор в пейнтбол, квести та інших екстремальних розваг.
Сам завод, перетворений у ВАТ “Машинобудівне виробниче об'єднання” Оріон “держава через Фонд держмайна намагається продати, як мінімум, з 2018 року. Від часу зупинки єдиний офіційне джерело доходів підприємства – здача приміщень в оренду під склади.

## Продукція
- компресори для побутових холодильників та морозильників;
- компресори для транспортних кондиціонерів;
- системи кондиціювання повітря для транспортних засобів; суцільно тягнені алюмінієві фляги для зберігання та транспортування молочних продуктів;
- торговельне холодильне обладнання;
- вироби з алюмінію, нержавіючої сталі, пластмаси побутового призначення.